# Maytenus boaria
Maytenus boaria är en benvedsväxtart som beskrevs av Molina. Maytenus boaria ingår i släktet Maytenus och familjen Celastraceae. Inga underarter finns listade.

## Bildgalleri

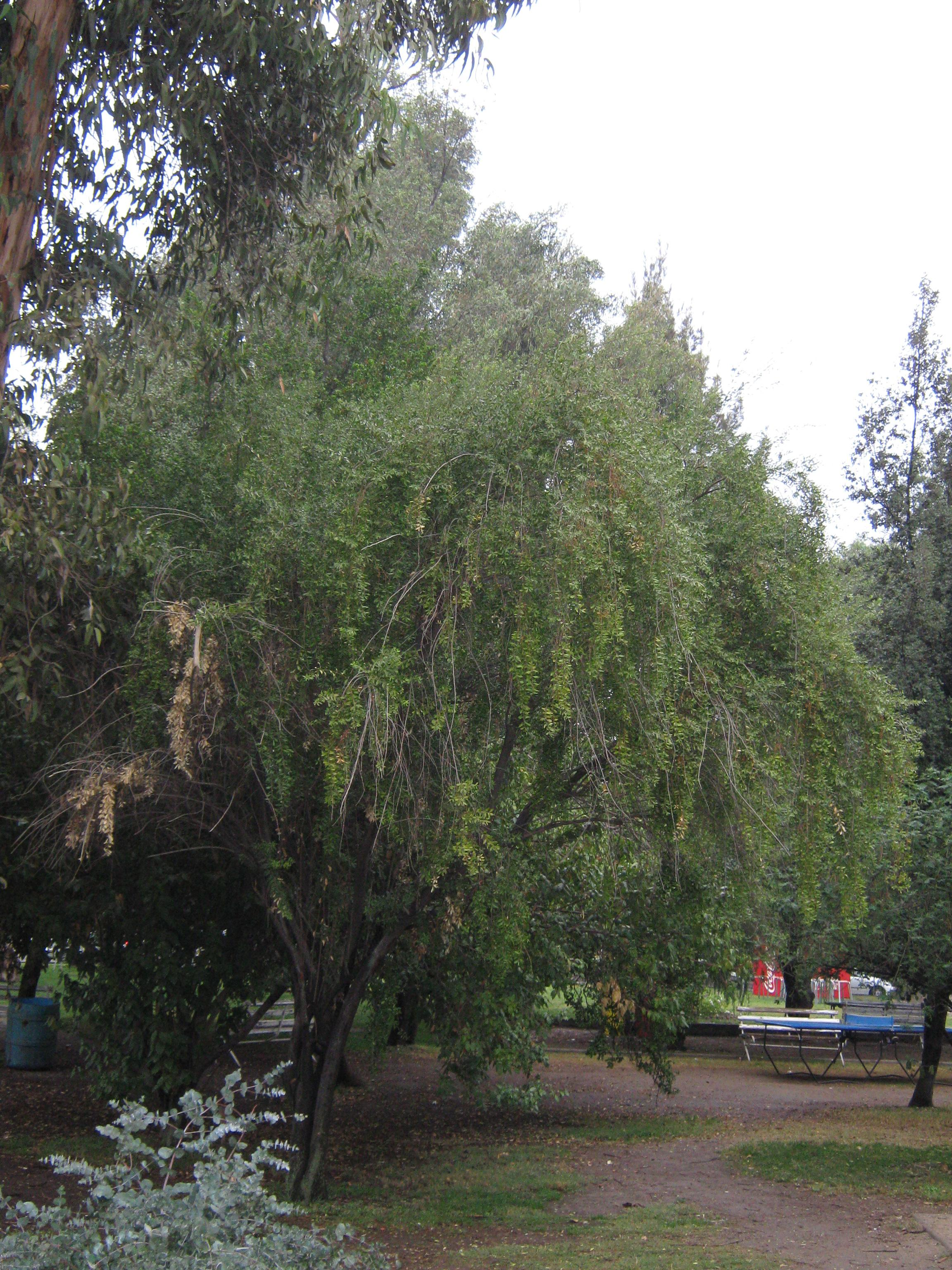
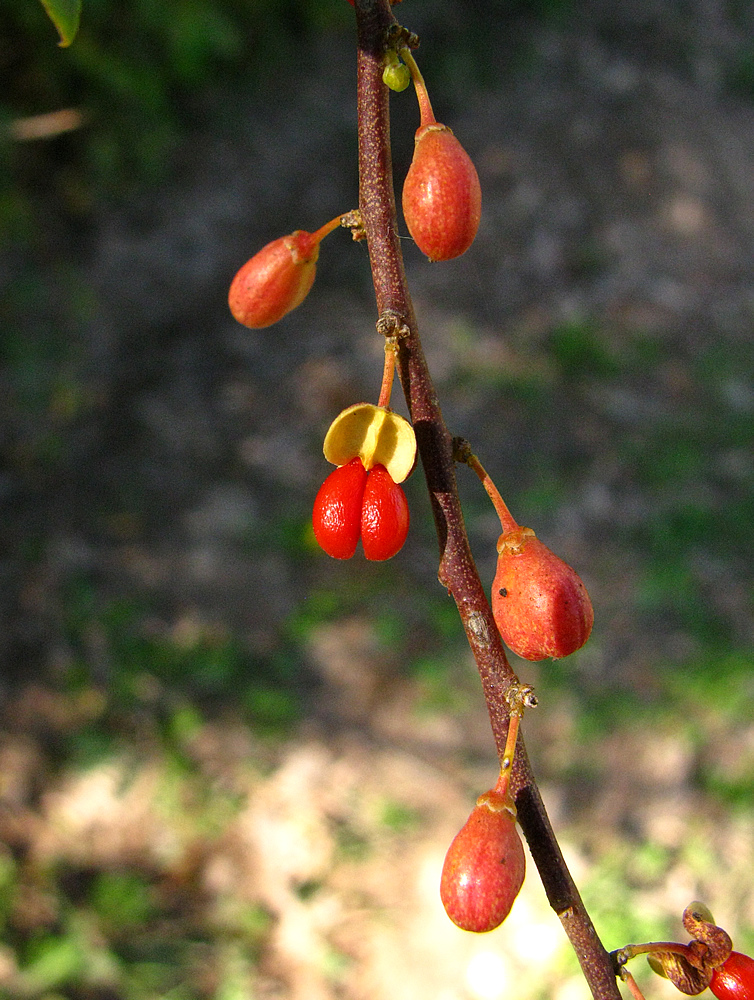
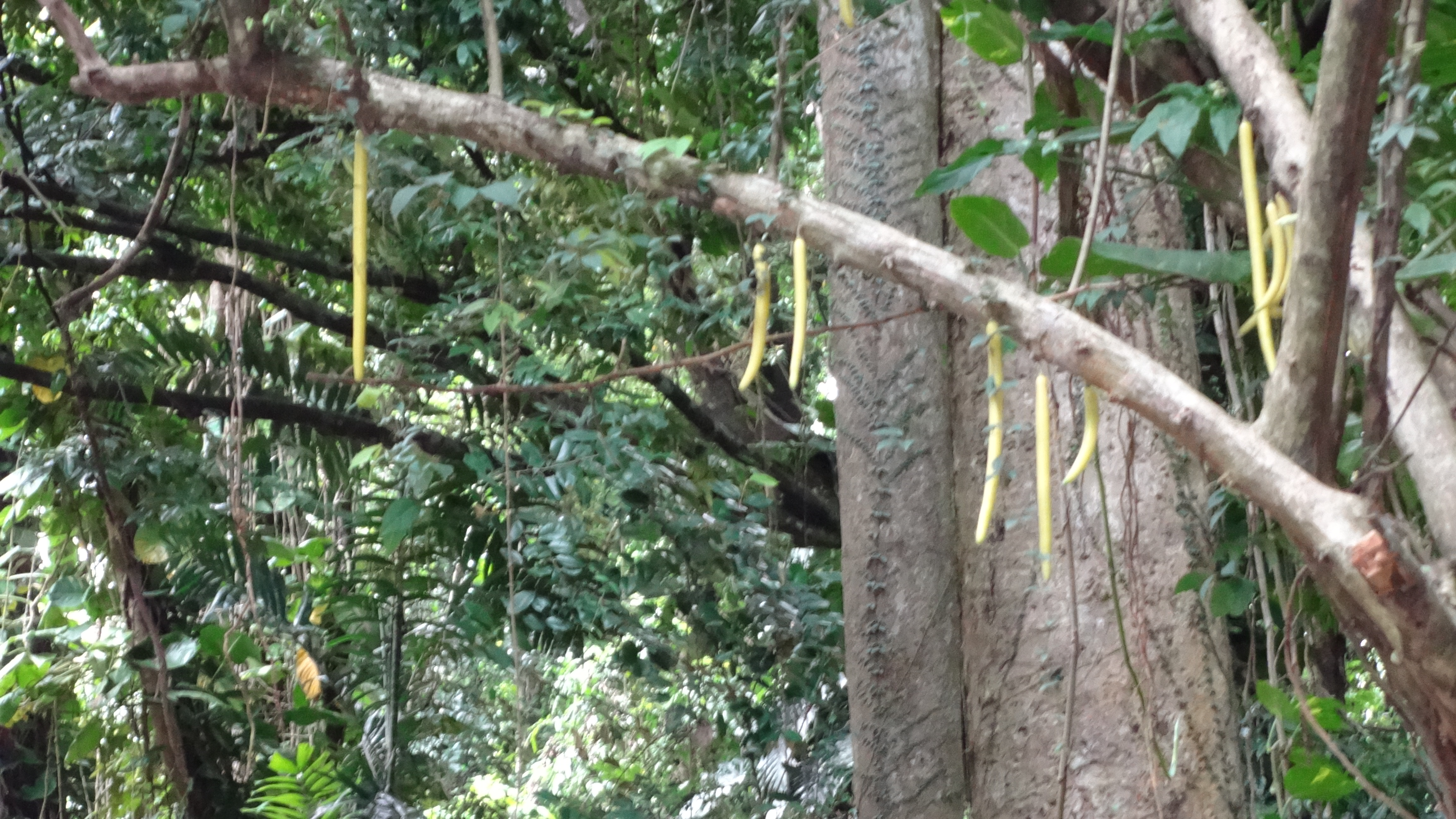